# لیزر برانگیخته‌پار
لیزر برانگیخته‌پار یا لیزر اگزایمر (به انگلیسی: Excimer laser) یا لیزر اکسیپلکس گونه‌ای لیزر فرابنفش است که معمولاً از آن در جراحی چشم و ساخت نیمه‌رساناها استفاده می‌شود.
واژه برانگیخته‌پار یا «اگزایمر» از عبارت «دیمر تحریک شده» بدست آمده‌است که یعنی یک مولکول دو اتمی وقتی در حالت تحریکی واقع است پایدار است و در حالت پایه ناپایدار است. چنین مواردی مشخصا عباتند از هالوژن‌های گازهای نادر مانند ArF , KrF و XeCl. اگر نمودار انرژی بر حسب فاصله بین مولکلی را برای حالت پایه یک مولکول معمولی رسم کنیم منحنی با یک انرژی کمینه در حالت جدایی در حالت پایه مولکول بدست می‌آوریم. چنین منحنی‌هایی را می‌توان برای حالت‌های تحریکی بدست آورد؛ ولی برای دیمرها گرچه حالت‌های تحریکی دارای مینیمم است ولی حالت پایه دارای مینیمم نیست.

## ایجاد جمعیت معکوس
به وضوح در حالت تعادل مولکول‌های کمی در حالت پایه وجود دارند و مولکول‌ها ناپایدارند. از این رو نمی‌توان تحریک را مستقیم از حالت پایه بدست آورد. چندین امکان برای تحریک غیرمستقیم در تخلیه وجود دارد. برای مثال در ArF مراحل زیر اتفاق می‌افتد. ابتدا برخورد الکترونی داریم:
e + F۲ → F- + F
یون‌های منفی با یون‌های مثبت موجود مولکول تحریک شده را تولید می‌کنند:
- (Ar+ + F- → (ArF

با وجود این راه غیرمستقیم، چنین واکنش‌هایی می‌تواند در تحریک مولکول‌های دیمر بسیار مؤثر باشد. به دلیل جمعیت کم در حالت پایه، جمعیت معکوس به راحتی حاصل می‌شود. حتی هنگامی که لیزر در حال کار است جمعیت حالت پایه خالی باقی می‌ماند، به دلیل آنکه حالت پایه ناپایدار است. به محض آنکه مولکول در حالت پایه قرار می‌گیرد اتم‌ها به سرعت از یکدیگر جدا می‌شوند و مولکول تجزیه می‌شود.

## فرایند دمش
برای دمش این لیزرها تخلیه الکتریکی، پرتوهای الکترونی و حتی پرتوهای فوتونی بکار می‌روند، گرچه در لیزرهای تجاری معمولاً از روش تخلیه الکتریکی استفاده می‌شود. دمش بسیار قوی به منظور ایجاد واکنش‌های فوق مورد نیاز است که منجر به عمل لیزر به صورت ضربانی می‌شود. تجهیزاتی مانند آنچه در لیزر ازت به منظور دمش لیزر مورد نیاز است. بعضی از مواقع با استفاده از پرتوهای فرابنفش یا پرتوهای ایکس گازی محفظه تخلیه ابتدا کمی یونیده می‌شود که تخلیه الکتریکی را بعداً سرعت می‌بخشد. غالباً تجهیزاتی نیز برای تعویض نوع گاز و تغییر طول موج لیزر نیز ساخته می‌شود. در هر صورت ضروری است به‌طور منظم گاز داخل محفظه لیزر تعویض شود تا از کاهش و تغییر خروجی لیزر جلوگیری شود. برخی از این مواد بخصوص گاز فلوئور سمی است.

## توان و بازه بسامدی
تعداد نسبتاً زیادی لیزرهای برانگیخته‌پار ساخته شده‌اند که ناحیه طول موجهای ۱۲۰ تا ۵۰۰ نانومتر را در بر می‌گیرند. برخی از آنان به خصوص XeF و KrF دارای کارایی مؤثر ۱۵–۱۰٪ می‌باشند. توان بیشینه تا ۱ ژول با توان متوسط حدود ۲۰۰ وات قابل حصول است. چنین ضربان‌های با توان بالا به خصوص جهت دمش لیزرهای رنگی مورد نیاز است.

## کاربردهای لیزر
چهره‌نگاری
پرتودرمانی